# Knema
Genre
Knema est un genre de plantes à fleurs de la famille des Myristicaceae et des arbres des régions tropicales.

## Liste d'espèces
Selon Catalogue of Life (17 août 2017) :
- Knema alvarezii Merr.
- Knema andamanica (Warb.) W.J.J.O. de Wilde
- Knema ashtonii J. Sinclair
- Knema attenuata (Hook. fil. & Thoms.) Warb.
- Knema austrosiamensis W.J.J.O. de Wilde
- Knema bengalensis W.J.J.O. de Wilde
- Knema casearioides (Kosterm.) W.J.de Wilde
- Knema celebica W.J.J.O. de Wilde
- Knema cinerea (Poir.) Warb.
- Knema communis J. Sinclair
- Knema conferta (King) Warb.
- Knema conica W.J.J.O. de Wilde
- Knema curtisii (King) Warb.
- Knema elegans Warb.
- Knema elmeri Merr.
- Knema emmae W.J.J.O. de Wilde
- Knema erratica (Hook. fil. & Thoms.) J. Sinclair
- Knema furfuracea (Hook. fil. & Thoms.) Warb.
- Knema galeata J. Sinclair
- Knema glauca (Bl.) Warb.
- Knema glaucescens Jack
- Knema globularia (Lam.) Warb.
- Knema globulatericia W.J.J.O. de Wilde
- Knema glomerata (Blanco) Merr.
- Knema hirtella W.J.J.O. de Wilde
- Knema hookeriana (Wall. ex Hook. fil. & Thoms.) Warb.
- Knema intermedia (Bl.) Warb.
- Knema kinabaluensis J. Sinclair
- Knema korthalsii Warb.
- Knema kostermansiana W.J.J.O. de Wilde
- Knema krusemaniana de Wilde
- Knema kunstleri (King) Warb.
- Knema lamellaria W.J.J.O. de Wilde
- Knema lampongensis W.J.J.O. de Wilde
- Knema latericia Elmer
- Knema latifolia Warb.
- Knema laurina (Bl.) Warb.
- Knema linguiformis (Sinclair) W.J.J.O. de Wilde
- Knema linifolia (Roxb.) Warb.
- Knema longepilosa (de Wilde) de Wilde
- Knema losirensis W.J.J.O. de Wilde
- Knema lunduensis (Sinclair) W.J.J.O. de Wilde
- Knema luteola W.J.J.O. de Wilde
- Knema malayana Warb.
- Knema mamillata W.J.J.O. de Wilde
- Knema mandaharan (Miq.) Warb.
- Knema matanensis W.J.J.O. de Wilde
- Knema membranifolia H. Winkler
- Knema minima de Wilde
- Knema mixta W.J.J.O. de Wilde
- Knema mogeana W.J.J.O. de Wilde
- Knema muscosa J. Sinclair
- Knema oblongata Merr.
- Knema oblongifolia (King) Warb.
- Knema pachycarpa W.J.J.O. de Wilde
- Knema pallens W.J.J.O. de Wilde
- Knema patentinervia (Sinclair) W.J.J.O. de Wilde
- Knema pectinata Warb.
- Knema pedicellata W.J.J.O. de Wilde
- Knema percoriacea J. Sinclair
- Knema piriformis W.J.J.O. de Wilde
- Knema plumulosa J. Sinclair
- Knema poilanei W.J.J.O. deWilde
- Knema pseudolaurina W.J.J.O. de Wilde
- Knema psilantha W.J.J.O. deWilde
- Knema pubiflora W.J.J.O. de Wilde
- Knema pulchra (Miq.) Warb.
- Knema retusa (King) Warb.
- Knema riangensis W.J.J.O. de Wilde
- Knema ridsdaleana de Wilde
- Knema rigidifolia J. Sinclair
- Knema rubens (Sinclair) W.J.J.O. de Wilde
- Knema rufa Warb.
- Knema saxatilis W.J.J.O. de Wilde
- Knema scortechinii (King) J. Sinclair
- Knema sericea W.J.J.O. de Wilde
- Knema sessiflora W.J.J.O. de Wilde
- Knema squamulosa W.J.J.O. de Wilde
- Knema steenisii W.J.J.O. de Wilde
- Knema stellata Merr.
- Knema stenocarpa Warb.
- Knema stenophylla (Warb.) J. Sinclair
- Knema stylosa (de Wilde) W.J.J.O. de Wilde
- Knema subhirtella W.J.J.O. de Wilde
- Knema sumatrana (Bl.) W.J. de Wilde
- Knema tenuinervia W.J.J.O. de Wilde
- Knema tomentella Warb.
- Knema tonkinensis (Warb.) W.J.J.O. de Wilde
- Knema tridactyla Airy-Shaw
- Knema uliginosa J. Sinclair
- Knema viridis W.J.J.O. de Wilde
- Knema woodii J. Sinclair

Selon The Plant List (17 août 2017) :
- Knema cinerea Warb.
- Knema conferta (King) Warb.
- Knema elegans Warb.
- Knema erratica (Hook. f. & Thomson) J. Sinclair
- Knema furfuracea (Hook. f. & Thomson) Warb.
- Knema globularia (Lam.) Warb.
- Knema lenta Warb.
- Knema linifolia (Roxb.) Warb.
- Knema tenuinervia W.J. de Wilde
- Knema tonkinensis (Warb.) W.J. de Wilde

Selon Tropicos (17 août 2017) (Attention liste brute contenant possiblement des synonymes) :
- Knema andamanica (Warb.) W.J. de Wilde
- Knema angustifolia (Roxb.) Warb.
- Knema attenuata (Wall. ex Hook. f. & Thomson) Warb.
- Knema cinerea (Poir.) Warb.
- Knema conferta (King) Warb.
- Knema corticosa Lour.
- Knema curtisii Warb.
- Knema elegans Warb.
- Knema elmeri Merr.
- Knema erratica (Hook. f. & Thomson) J. Sinclair
- Knema furfuracea (Hook. f. & Thomson) Warb.
- Knema gitingensis Elmer
- Knema glauca Warb.
- Knema globularia (Lam.) Warb.
- Knema glomerata (Blanco) Merr.
- Knema hookeriana Warb.
- Knema latericia Elmer
- Knema laurina Warb.
- Knema lenta Warb.
- Knema linifolia (Roxb.) Warb.
- Knema malayana Warb.
- Knema missionis (Wall. ex King) Warb.
- Knema obovoidea Merr.
- Knema petelotii Merr.
- Knema pierrei Warb.
- Knema pseudolaurina
- Knema scortechinii J. Sincl.
- Knema siamensis Warb.
- Knema sphaerula (Hook. f.) Airy Shaw
- Knema squamulosa W.J. de Wilde
- Knema tenuinervia W.J. de Wilde
- Knema tomentella (Miq.) Warb.
- Knema tonkinensis (Warb.) W.J. de Wilde
- Knema wangii Hu
- Knema yunnanensis H.H. Hu